# Zoo Leningrad
Le zoo Leningrad ou zoo de Saint-Pétersbourg (Ленинградский зоопарк en russe) est un parc zoologique russe situé à Saint-Pétersbourg.

## Historique
Fondé le 14 août 1865 comme une ménagerie privée par Julius Gebhardt, le zoo Leningrad est l'un des plus anciens de Russie. De nombreux propriétaires différents se succèdent jusqu'en 1917 où, après la Révolution russe, le parc est nationalisé. Une bibliothèque scientifique et un bureau académique sont créés peu après. Durant la Grande Guerre patriotique, de nombreux gardiens du zoos sont appelés sur le front et il ne reste plus qu'une vingtaine de personnes pour s'occuper des animaux. Durant l'hiver 1941-1942, il ne reste plus qu'un enclos mais le parc zoologique ouvre dès le printemps 1942. Le nom de « Leningrad » est gardé en mémoire de cette période. Les collections du parc zoologique sont rapidement renouvelées et dès 1951, 150 espèces différentes sont présentées.